# سنام (العراق)
سنام هي مقاطعة عراقية في قضاء سفوان في جنوب محافظة البصرة جنوب العراق، رقم المقاطعة 3، مساحتها 41640 دونماً، منها 10 آلاف دونم صالحة للزراعة، من معالمها جبل سنام ومطار سنام، المنطقة المحيطة بجبل سنام ذات سهول منبسطة، مقاطعة سنام مجاورة لمقاطعة سفوان الشمالية شرقاً وسفوان الجنوبية جنوباً والذروية غرباً والدريهمية شمالاً، وبعد سنة 2003 استفيد من منطقة جبل سنام لصناعة الحصى، وفي منطقة جبل سنام احتمال وجود خامات حديد وفيرة وفقاً لنتيجة اكتشافات ومسوحات جيولوجية، وكان طريق الزبير إلى سفوان يصل إلى مقاطعة سنام ثم يميل شرقاً إلى مدينة سفوان، ورأى الرحالة فرنسيس جسني أن خرائب مدينة طريدون يمكن أن تكون في منطقة جبل سنام،

## قرية جبل سنام
قال جون فيلبي في كتابه (قلب الجزيرة) في شهر آذار سنة 1917 "جبل السنام الذي هو عبارة عن كتلة منعزلة من الحجر الجيري واضحة المعالم الصحراوية ولكنها لم يهجرها الناس أو يتخلوا عنها بعدُ والسبب في ذلك أن فرعاً من الخط الحديدي يمتد بالقرب من سفح ذلك الجبل، يُضاف إلى ذلك أن جانبي ذلك الخط تخترقمها المحاجر اللازمة لخدمة الطريق الرئيسي"، وفي 1 نيسان سنة 1920 صارت الإدارة المدنية للاحتلال الإنكليزي للعراق مُتولّية على إدارة وتجهيز خطوط القطارات ومنها خط قطار فرعي طوله 23 ميلاً من الشعيبة إلى جبل سنام، وفي أربعينيات القرن العشرين، مُدّت سكة القطار تِلك، واستوطن المنطقة حينئذٍ ثلاثون بيتاً للعمّال مع عوائلهم، وكان العمال يقتطعون من صخور الجبل ويضعونها في القطار حيث يتجه شمالاً يحمل الصخور لاتخاذها للبنيان، حتى سنة 1964 حين أُلغي القطار القادم لجبل سنام وهُجرت القرية وانتقل أهلها إلى مدينة سفوان.